# Tiarno di Sotto
Tiarno di Sotto – miejscowość i gmina we Włoszech, w regionie Trydent-Górna Adyga, w prowincji Trydent.
Według danych na rok 2004 gminę zamieszkiwało 689 osób, 76,6 os./km².
W 2010 r. gmina została zlikwidowana i wraz z gminami Bezzecca, Concei, Molino di Ledro,Pieve di Ledro, oraz Tiarno di Sopra zostały połączone w jedną gminę Ledro.